# Cystidia agrionides
Cystidia agrionides är en fjärilsart som beskrevs av Butler 1875. Cystidia agrionides ingår i släktet Cystidia och familjen mätare. Inga underarter finns listade i Catalogue of Life.